# Modus tollens
Modus tollens is een regel uit de formele logica. Uit de logische implicatie "als p dan q" kan worden afgeleid dat wanneer q onwaar is, ook het antecedent p onwaar moet zijn. Bijvoorbeeld: "Als het vrijdag is, eten wij vis. Wij eten geen vis, dus is het geen vrijdag."
Er zijn twee soorten modi tollentes ("modi die iets ontkennen"): de modus tollendo tollens en de modus ponendo tollens. De modus tollens kwam weer in het bijzonder in de belangstelling te staan door het gebruik ervan door wetenschapsfilosoof Karl Popper in zijn antwoord op het probleem van inductie, falsifieerbaarheid.

## Modus tollendo tollens
Modus tollendo tollens (Latijn: "modus die wegneemt (ontkent) door weg te nemen (ontkennen)") is een geldige propositionele afleidingsregel met twee premissen, waarvan de eerste een voorwaardelijke uitspraak is waarvan de consequens door de tweede premisse wordt ontkend, en wordt wel afgekort tot MT.
Als P, dan Q.
Niet Q.
Dan niet P.
of in logische-operatornotatie:
P → Q
¬Q
⊢ ¬P
Of, in de notatie van de verzamelingenleer:
P ⊆ Q
x ∉ Q
∴ x ∉ P
("P is een deelverzameling van Q. x is niet in Q. Dus, x is niet in P.")
De redenering heeft twee premissen. De eerste is de voorwaardelijke "als-dan"-bewering, namelijk dat P Q impliceert. De tweede premisse is dat Q onwaar is. Uit deze twee premissen moet logisch worden afgeleid dat P onwaar is. (Namelijk: als P waar was, zou Q ook waar zijn, op grond van premisse 1, maar op grond van premisse 2 is Q onwaar).
Een voorbeeld:
Als hier brand is, is er hier zuurstof.
Er is hier geen zuurstof.
Dan is er geen brand.
Het feit dat de redenering geldig is, verzekert ons er niet van dat de gebruikte stellingen waar zijn. De geldigheid van de modus tollens vertelt ons enkel dat de conclusie waar moet zijn, indien alle premissen waar zijn.

## Modus ponendo tollens
Modus ponendo tollens (Latijn: "modus die wegneemt (ontkent) door te stellen (bevestigen)") is een geldige propositionele afleidingsregel met twee premissen, waarvan de eerste twee (elkaar uitsluitende) mogelijkheden geeft en de tweede een van deze mogelijkheden bevestigt, waardoor de andere mogelijkheid wordt uitgesloten. Deze modus wordt soms afgekort tot MPT.
P en Q zijn niet beide het geval
P
Dus niet Q
of in logische-operatornotatie:
¬(P ∧ Q)
P
⊢ ¬Q
Een concreet voorbeeld:
Barcelona en Manchester kunnen niet beide de finale winnen.
Barcelona wint.
Dus Manchester wint niet.

## Bron
1. ↑  Politzer, Guy & Carles, Laure. 2001. 'Belief Revision and Uncertain Reasoning'. Thinking and Reasoning. 7:217-234.